# Guido Sandleris
Guido Martín Sandleris (Buenos Aires, 11 de mayo de 1971) es un economista argentino que presidió el Banco Central de la República Argentina (BCRA) desde el 25 de septiembre de 2018 hasta el 10 de diciembre de 2019.

## Trayectoria
Licenciado en Economía de la Universidad de Buenos Aires (UBA). Durante el gobierno de Fernando de la Rúa en 2000 fue
nombrado asesor del ministro de economía José Luis Machinea.
El 15 se diciembre de 2001 propuso un feriado bancario por 48 horas, ante los rumores de inestabilidad, con los que se inició una corrida masiva hacia el dólar que acabaría con la convertibilidad. Una semana después Argentina entró en moratoria del pago de su deuda externa durante su paso cómo Secretario de Política Económica del Ministerio de Hacienda de la Nación Argentina, cartera a cargo de Nicolás Dujovne, y antes como Subsecretario de Finanzas en la provincia de Buenos Aires de María Eugenia Vidal entre enero y junio de 2016. y designado síndico en la Procuración General del Tesoro por Mauricio Macri en diciembre de 2015.
Es accionista en los bancos privados, Banco Francés y Banco Galicia. Esto generaría una denuncia por incompatibilidad ya que Sandleris figuraba como accionista de los dos bancos privados, al mismo tiempo que dirigía los destinos de la política monetaria y bancaria. En 2017 habría vendido sus acciones y comprado Lebacs, y que tiene 50 000 dólares en una cuenta en el exterior, fuera del país En 2019 fue denunciado ante la Oficina Anticorrupción (OA) por "incompatibilidades para ocupar el cargo".
Durante su paso como secretario de finanzas de la provincia de Buenos Aires en 2017 un informe de la consultora económica Bloomberg, referido a la deuda de los países no desarrollados, reveló que desde fines de diciembre de 2015 hasta octubre de 2017, la provincia de Buenos Aires se endeudó por casi 9000 millones de dólares. Durante su mandato la deuda en dólares que contrajo el Gobierno bonaerense durante la gestión de Vidal se multiplicó un 287 % en pesos, gran parte de ellos adquiridos en 2016. Se estimó un déficit de por lo menos 31 000 millones, consolidando un rojo fiscal que en términos nominales era un 50 % superior al heredado de la anterior gestión. Los partidos gobernados por Cambiemos recibieron un 19 más que los del Frente Renovador y más del doble (104 %) de lo que les toca a los del opositor Frente para la Victoria.

### Presidente del Banco Central
Fue designado Presidente del BCRA en medio de una fuerte crisis económica, fue el tercer Presidente del BCRA designado en tres meses
Al mando del Banco Central de la República Argentina, implementó a partir del 1 de octubre de 2018 un nuevo esquema monetario, con una suba las tasas altas (rondando el 72% al inicio de su mando) para evitar la fuga de pesos al dólar, lo que profundizaría la recesión en la que se encuentra el país. En el primer mes de aplicación de la "zona cambiaria" establecida (de $34 a $44 por dólar), el dólar había subido de un 11,83 a 36,98 pesos. Para fines de noviembre del mismo año, el valor del dólar llegó a alcanzar los 40 pesos. En el mismo período el inventario de pases a 24 horas —deuda de cortísimo plazo— pasó de 5 000 000 000 (cinco mil millones) a 185 000 000 000 (ciento ochenta y cinco mil millones) de pesos, por lo que subió 37 veces. Continuó con las políticas establecidos durante la gestión de Luis Caputo y decidió que el instrumento para controlar la cantidad de dinero fueran las LELIQ, letras de liquidez a 7 días. La media se aplicó a poco de asumir como una herramienta con que el Banco Central estaba habilitado a vender hasta 150 millones de dólares de las reservas a nivel diario para tratar de contener la suba del dólar, un número que luego de un mes extendió hasta los u$s 250 millones. tuvo un costo para el Estado en tres meses y medio de vigencia de 120 000 millones en concepto de intereses. Durante su gestión, fue el creador de las Letras de Liquidez (LELIQ), junto a otros instrumentos de política monetaria, representaban 22 billones de pesos, un aumento del 1916 % en dólares. Aunque el objetivo inicial de las Letras de Liquidez del Banco Central (LELIQ) era mantener la cantidad de dinero que circulaba en el país, con la meta de no generar inflación con la emisión de más dinero esto pronto se vio en fracaso ya que el Banco Central tiene que pagar intereses por estos instrumentos financieros y se ve en obligación de general emisión de dinero sin demanda al mercado para cumplir con esos pagos. Paralelamente, el peso argentino se colocó como la segunda peor moneda emergente de 2019. tuvo un costo para el Estado en tres meses y medio de vigencia de 120 000 millones en concepto de intereses.
Esto se debe a que son consideradas promotoras de la gran emisión monetaria que causa la larga y dura inflación en Argentina, dicha política continuaría. Para fines de 2018, la deuda del Central desestabilizando la plaza cambiaria. En pocos meses, el inventario de Leliq sumó casi 1 billón de pesos nuevos emitiendo se todos los días se 1350 millones de pesos nuevos para pagar el interés de las letras que alcanzaron 41 000 millones de pesos en un mes.
En diciembre de 2018, a través de la comunicación “A” 6619 del Banco Central titulada Optimización del Régimen Informativo para entidades cambiarias, se modificaron «los requerimientos informativos que deben cumplir los operadores de cambio a partir del inicio de sus operaciones» ante la Unidad de Información Financiera (UIF) La misma fue considerada como una norma que flexibiliza el control del lavado de dinero, ya que el BCRA comunicó que dejará de exigir a las casas de cambio los reportes de operaciones sospechosas de lavado de activos, y a la flexibilización de controles de la evasión fiscal y el lavado de dinero así mismo se produjo una falta de liquidez, llevando a los bancos nacionales a pedir préstamos en el exterior producto de los altos encajes que sufren las entidades —del 44 %— y de la volatilidad de los depósitos de fondos públicos. El esquema monetario incluyó la definición de zonas de intervención y no intervención cambiaria, donde el BCRA podía realizar subastas de ventas o compra de dólares. Sus primeras medidas llevaron a un pico de inflación histórico del 6,5 % mensual de septiembre de 2018. Ese mismo año fue denunciado junto al Mauricio Macri, el exministro de Economía Nicolás Dujovne por presuntas irregularidades al contraer el acuerdo con el Fondo Monetario Internacional por los delitos de incumplimiento de los deberes de funcionario público, abuso de autoridad y administración fraudulenta contra administración pública.
En 2019, presionado por el alza de la inflación, que orillaba el 51.3 % anual, la segunda tasa más alta del mundo después de la de Venezuela, Sandleris endureció la política monetaria Multiplicándose las críticas por la ineficacia de la política de altas tasas para bajar la inflación dispuestas por de enfoque monetarista impuestas por Sandleris desde 2018, diferentes economistas advirtieron por el daño que la política monetaria de Sandleris causa a producción y la suba de la inflación núcleo.
El 28 de agosto de 2019 dispuso unilateralmente un default sobre cuatro letras de corto plazo del Tesoro Nacional (Lecap, Lecer, Letes y Lelinks), así como proponerles una postergación forzada del plazo de pago a los acreedores de títulos de deuda, tanto bajo legislación argentina como bajo legislación extranjera. El gobierno de Mauricio Macri creó el término "reperfilamiento" para denominar la medida, pero diversas entidades y especialistas caracterizaron la medida como un "default selectivo". La inflación subió en agosto y nuevamente en septiembre (5,6 %) impulsada por el salto cambiario y la incertidumbre, para luego descender a 3,3 % en octubre.
Durante su gestión según datos oficiales del Banco Central de la República Argentina, los ahorristas retiraron de los bancos 92 000 millones de pesos. El inventario de préstamos se redujo a 1 billón 175 000 millones, lo que equivale a unos 19 500 millones de dólares y se produjo una huida de depósitos en dólares por 11 500 millones reduciendo el inventario de 32 500 millones a 21 000 millones de dólares. Durante sus últimos meses el Banco Central elevó en 10 puntos porcentuales la tasa de interés de referencia de la política monetaria vendió dólares en el mercado para moderar la depreciación del tipo de cambio. una fuerte reducción de los depósitos privados bancarios en dólares, los depósitos privados en dólares cayeron algo más de 10 %, pasando de 32 500 millones de dólares a aproximadamente 29 000 millones de dólares. Esta caída continuó en las semanas siguientes, reduciéndose el inventario de depósitos privados en dólares a casi la mitad. En sus últimos meses se dio una salida masiva de capitales y fuga de depósitos en dólares. A fines de 2018, Argentina fue catalogada entre las economías hiperinflacionarias, aplicando el International Accounting Standard 29 (IAS 29), de la Junta de Normas Internacionales de Contabilidad (IASB). El Riesgo País se disparó en 780 puntos (siendo el más alto de la región y el sexto a nivel mundial), a la vez que se dispararon los seguros contra default. Con la suba del riesgo país de un 107 %, Argentina se ubicó entre los más países más riesgosos para inversores. Para diciembre el BCRA volvió a acelerar el aumento de su deuda, ahora por encima del billón de pesos mensuales, siendo considerado un factor de desestabilización monetaria debido a los onerosos intereses que devenga a través de las leliq. Para fines de 2018 diferentes medios destacaban la incertidumbre sobre la evolución de la inflación y del tipo de cambio, tras un 2018 en que se dispararon los precios domésticos a una tasa anual de 50% y el dólar duplicó su valor. En el transcurso de 2018 el peso argentino perdió más de la mitad de su valor, con una devaluación acumulada del 125,3% en 2018 y un 310 por ciento desde diciembre de 2015.
El 28 de agosto de 2019 dispuso unilateralmente un default sobre cuatro letras de corto plazo del Tesoro Nacional (Lecap, Lecer, Letes y Lelinks), así como proponerles una postergación forzada del plazo de pago a los acreedores de títulos de deuda, tanto bajo legislación argentina como bajo legislación extranjera. El gobierno de Mauricio Macri creó el término "reperfilamiento" para denominar la medida, pero diversas entidades y especialistas caracterizaron la medida como un "default selectivo".
Con el objetivo de estabilizar el valor peso lanzó una batería de medidas de corte monetarista, basada en desregulación cambiaría, aumento de las tasas de interés y control de la emisión. Para fines del año 2018 el peso argentino era la moneda que más valor había perdido a lo largo del año, superando incluso la pérdida de valor del bolívar venezolano. El peso argentino fue la moneda emergente que más valor perdió en el último año. Perdiendo el 50% de su valor en los últimos meses de 2018, junto con el derrumbe del precio de las acciones y los bonos argentinos.
El Banco Central implementó un conjunto de medidas destinadas a regular los ingresos y egresos en medio de una fuerte recesión y tras una serie de devaluaciones que hicieron que el peso pierda tres cuartos de su valor contra el dólar, impuso controles a la compra de dólares. La decisión de restringir la compra de divisas en 2019 por parte de las empresas, que ahora deberán pedir autorización al Banco Central, y la de limitar a un máximo de US$10 000 por mes la compra de dólares por parte de individuos, ha hecho que reviva el mercado negro de divisas. En términos generales, se concentraron fundamentalmente en limitar la formación de activos externos, tanto para personas jurídicas como humanas, y en establecer la obligación de ingreso de los cobros de exportaciones de bienes y servicios. En septiembre de 2019 emitió el decreto 668/2019 por el que obligó a todo el sector público a invertir en Letes para asegurar el financiamiento fiscal a corto plazo. A finales de octubre aumentaron las restricciones permitiendo únicamente la compra de 200 dólares mensuales con cuenta bancaria o 100 dólares en caso de utilizar efectivo. 	
En 2019 hubo otra devaluación de más del 50 %, una fuga de capitales que llegó a ser récord histórico, una inflación anual superior al 57 % que fue la más alta en 30 años, una caída del salario real superior al 10 % durante ocho meses que no llegó a ser compensada, y la pobreza aumentó de 27.3 % en el primer semestre de 2018 a 35.4 % en el primer semestre de 2019, que llevó a 3.7 millones de personas de la clase media a caer bajo la línea de pobreza. En diciembre de 2019, el Observatorio de la Deuda Social de la Universidad Católica Argentina informó que según sus datos, los indicadores sociales empeoraron considerablemente durante el mandato de Macri; la pobreza aumentó un 36 % pasando del 30 % de la población en 2015, al 40.8 % en el tercer trimestre de 2019, mientras que la indigencia (alimentaria) se duplicó, pasando del 4.5 % de la población en 2015, al 8.9 % en el tercer trimestre de 2019.
En septiembre de 2019 impuso fuertes restricciones cambiarias. En agosto de 2019 se desencadenó en la Argentina y Wall Street, una nueva corrida cambiaria y bursátil la segunda más grave de la historia de la humanidad, con una caída del 48 % de la bolsa y las acciones, que devaluó el peso en un 40 % en pocas horas (de $42 a $66 el dólar), que luego el Banco Central logró atenuar un poco, cerrando el día con una devaluación del 25 % ($57) y un riesgo país que duplicó su valor para alcanzar 1700 puntos básicos.
Durante su gestión, el total de empleados del banco, que había llegado a un máximo de 2808 en noviembre de 2015. Sandleris presentó su renuncia a la dirección del Banco Central el 4 de diciembre de 2019.

## Causas penales

### Caso Vicentín
En 2019, Mauricio Macri y varios de sus funcionarios entre ellos Laura Alonso, Guido Sandleris y Javier González Fraga, fueron denunciados penalmente por "defraudación al Estado" en el caso Vicentín. La denuncia recayó en el juzgado a cargo de Luis Rodríguez. El caso se inició cuando se descubrió que durante la gestión de Macri, el Banco de la Nación Argentina le otorgó créditos irregulares por 18 000 millones de pesos a la cerealera Vicentin que había sido la principal aportante de la campaña de Cambiemos Este monto representa el 20 % de la responsabilidad patrimonial computable del banco, un porcentaje que supera los límites de concentración fijados en los estándares de Basilea y pone en riesgo las finanzas de la entidad. En diciembre de 2019 Vicentín dispuso la reestructuración de su deuda, de la cual contrajo un 80 % con el Banco Nación. La empresa se declaró en una situación de "estrés financiero" debido a que adeudaba 1350 millones de dólares, principalmente al Banco Nación.
En 2019, la UIF pidió imputar a Mauricio Macri, al extitular del Central Guido Sandleris, al exdirector del Banco Nación Javier González Fraga por los delitos de peculado, abuso se poder e incumplimiento de los deberes de funcionario público tras descubrirse un préstamo a la empresa Vicentina.

### FMIgate
El FMIgate es una investigación judicial iniciada en Argentina en marzo de 2021, sobre un presunto acto de corrupción cometido mediante el acuerdo que el entonces presidente Mauricio Macri realizó con el Fondo Monetario Internacional el 7 de junio de 2018, por el cual el organismo internacional prestó a ese país una suma de 50 000 millones de dólares (luego ampliado a 57 000 millones), el más grande en la historia de esa organización, de la cual entregó los 44 500 millones originales. El acuerdo ha sido señalado como un acto criminal, tanto por el modo en que fue tramitado sin cumplir los pasos legales, el uso que la administración de Macri dio al dinero, no contemplado en el acuerdo y prohibido por el Estatuto del FMI, y por la omisión de analizar las condiciones de sustentabilidad y repago. Fueron imputados el expresidente Mauricio Macri, el exministro de Hacienda Nicolás Dujovne y los expresidentes del Banco Central, Federico Sturzenegger, Luis Caputo y Guido Sandleris.Es indudable que no hay forma de que sean sobreseídos, por la gravedad y falta de atenuantes de esta maniobra.
Durante el gobierno de Macri, la deuda externa pasó de 63 580 millones de dólares en diciembre de 2015 (14 % del PBI) a 167 514 millones de dólares en junio de 2019 (40 % del PBI), un aumento del 163 % en términos nominales y del 185 % en relación con el PBI. Cerca de la mitad del incremento de la deuda externa (103 934 UDS) fue causado por el préstamo entregado por el FMI (44 500 USD).
La causa fue iniciada por la Oficina Anticorrupción y quedó radicada en el Juzgado Nacional en lo Criminal y Correccional Federal N.º 5, bajo el número 3561/2019 y carátula «Macri, Mauricio y otros s/ defraudación por administración fraudulenta y defraudación contra la administración pública». Las irregularidades del caso también son investigadas desde marzo de 2021, en forma independiente, por el Fondo Monetario Internacional.

## Otras causas
A poco de asumir como Presidente Banco Central fue denunciado por "incompatibilidad en el cargo" ante la Oficina Anticorrupción para que se investigue la incompatibilidad en el cargo ya que según su Declaración Jurada del año 2016 posee acciones de los Bancos Francés y Galicia. Además de la presunta incompatibilidad, también se solicitó a la Oficina Anticorrupción que investigue la omisión de su declaración jurada correspondiente al periodo 2017, que no se encuentra disponible de consulta en la página web del organismo y que constituye una acto que el Código Penal reprime con inhabilitación

## Obras
Publicó, junto a Fernando Sánchez, tres libros infantiles tituladas Hay equipo Por los puntos (2011), Por la camiseta (2013) y Al mundial (2015).
Entre otros temas, sus estudios analizan el efecto de las crisis financieras y los costos de los defaults soberanos.
Corresponsalías Bancarias
El 28 de noviembre, el Banco Central aprobó a través de la Comunicación A6603 a las corresponsalías bancarias, permitiendo las operaciones de las entidades se realicen a través de estas agencias complementarias.